# Sedgwick County (Kansas)
Sedgwick County is een county in de Amerikaanse staat Kansas.
De county heeft een landoppervlakte van 2.588 km² en telt 452.869 inwoners (volkstelling 2000). De hoofdplaats is Wichita.

## Bevolkingsontwikkeling

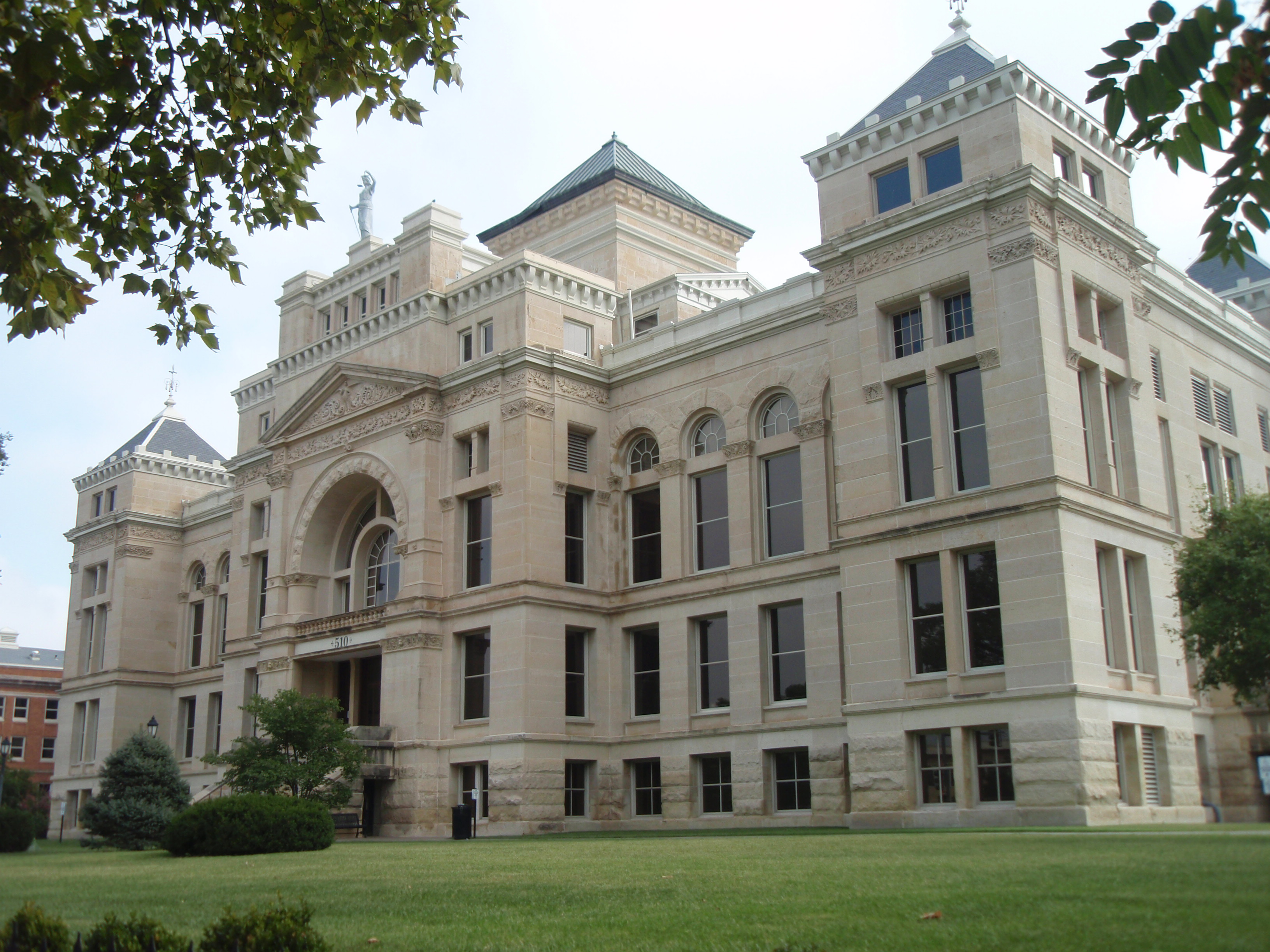
Sedgwick County Courthouse